# Saint-Puy
Saint-Puy é uma comuna francesa na região administrativa da Occitânia, no departamento de Gers. Estende-se por uma área de 36.88 km², e possui 593 habitantes, segundo o censo de 2018, com uma densidade de 16 hab/km².